# Harald Bielfeld (Politiker)

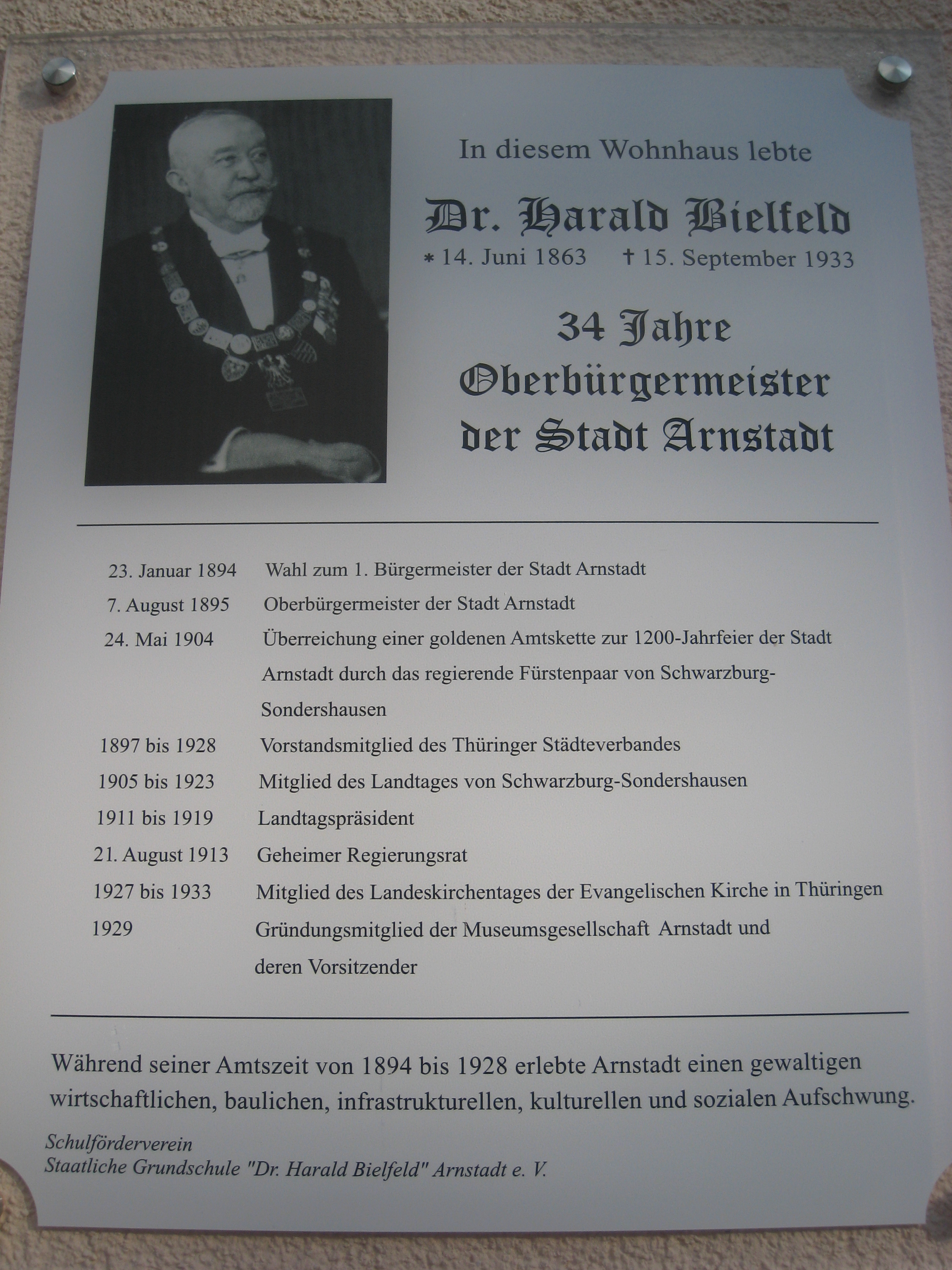
Gedenktafel für Bielfeld

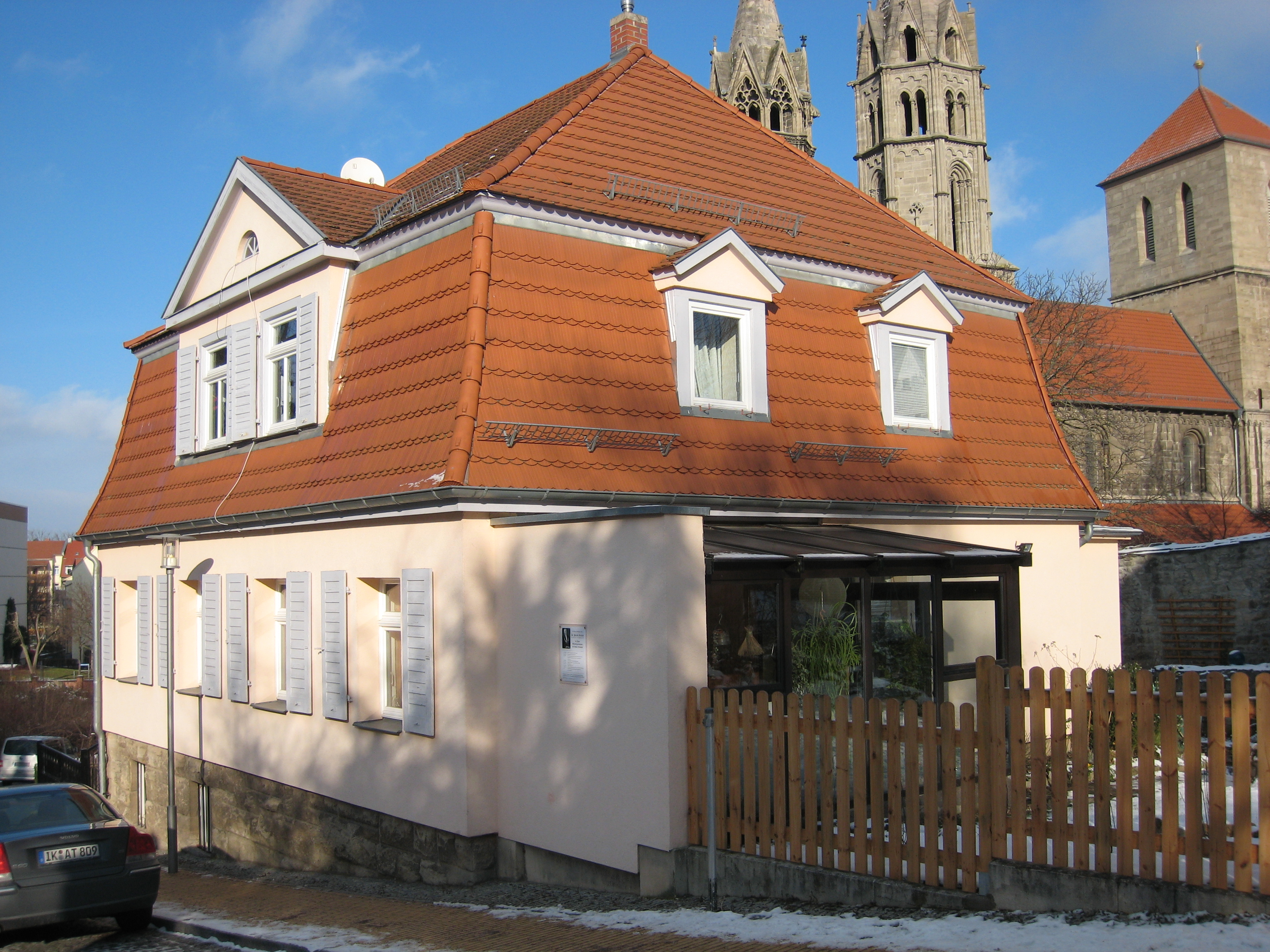
Wohnhaus an der Hohen Bleiche 2

Ernst Heinrich Peter Harald Bielfeld (* 14. Juni 1863 in Sprottau, Schlesien; † 15. September 1933 in Arnstadt) war ein deutscher Politiker (NLP, DDP) und von 1894 bis 1928 Bürgermeister bzw. Oberbürgermeister von Arnstadt. Zudem war er ab 1905 Mitglied und von 1911 bis 1919 Präsident des Landtages des Fürstentums Schwarzburg-Sondershausen, nach der Novemberrevolution 1918 Regierungsmitglied des Freistaats Schwarzburg-Sondershausen, 1919–20 Mitglied des Volksrates von Thüringen sowie 1920–21 und 1929–30 Staatsrat in der thüringischen Landesregierung.

## Leben
Harald Bielfeld war der Sohn des Königlichen Regierungs-Konduktors, Feldmessers und späteren Steuerrates Heinrich Ludwig Ernst Bielfeld und dessen Frau Eliza Johanne Mermine geb. Christensen. Bielfeld besuchte die Französische Schule und danach das Victoria-Gymnasium in Potsdam und legte dort 1883 sein Abitur ab. 1883 bis 1888 studierte er Geschichte, später Volkswirtschaft und Rechtswissenschaften an der Christian-Albrechts-Universität zu Kiel, der Friedrich-Wilhelms-Universität zu Berlin und der Universität Leipzig. In Leipzig schloss er 1887 sein Geschichtsstudium mit der Promotion zum Dr. phil.  ab. Am 1. Oktober 1888 legte er das erste juristische Staatsexamen in Berlin ab, bevor er als Einjährig-Freiwilliger beim Infanterie-Regiment „von Manstein“ (Schleswigsches) Nr. 84 diente. Nach dem Referendariat im Bezirk des Schleswig-Holsteinischen Oberlandesgerichts legte er am 4. Oktober 1893 auch die Zweite Juristische Staatsprüfung beim Kammergericht ab und wurde Gerichtsassessor. Ab 1893 war er Magistratsassessor in Schleswig.
Bielfeld, der evangelisch-lutherischen Glaubens war, heiratete am 23. Juni 1894 in Potsdam-Sanssouci Elsbeth Dorothea Agnes Tosca Janke (* 15. November 1870 in Bromberg). Aus der Ehe ging der Diplomat Harald Bielfeld (1895–1980) hervor.
Am 23. Januar 1894 wurde Bielfeld zum Bürgermeister der Stadt Arnstadt gewählt. Dieses Amt hatte er vom 15. März 1894 bis zum 31. März 1928 inne. Seit 7. August 1895 führte er den Titel Oberbürgermeister. Nach seinem Abschied als Oberbürgermeister trat er in den Ruhestand. Er wurde Ende Juni 1900 zum Bürgermeister von Neuwied gewählt, nahm das Amt jedoch nicht an. Er war Mitglied und im Oktober 1912 thüringischer Landesvorsitzender der Nationalliberalen Partei.
Vom 22. Juni 1905 bis zur Novemberrevolution war er Abgeordneter im Landtag des Fürstentums Schwarzburg-Sondershausen für die NLP. Dort war er vom 22. November 1907 bis zum 20. November 1911 Landtagssyndikus und vom 20. November 1911 bis zum 26. Januar 1919 Landtagspräsident. Nach den Wahlen vom 26. Januar 1919 wurde er für die DDP erneut in den Landtag gewählt. Vom 25. Februar bis zum 1. April 1919 war er Landtagsvizepräsident. Nach Auflösung des Landes blieb er bis zum 31. März 1923 Mitglied der Gebietsvertretung.
Am 12. November 1918 wurde Bielfeld Mitglied des Landesrates, der vorläufigen Regierung Schwarzburg-Sondershausens. Anschließend war er vom 1. April 1919 bis 1. April 1922 Mitglied des Ministeriums des Freistaates Schwarzburg-Sondershausen bzw. der Gebietsregierung Sondershausen.
Nach der Gründung des Freistaates Thüringen war er vom 16. Dezember 1919 bis zum 20. Juli 1920 Mitglied des Volksrats von Thüringen als Abgeordneter des Freistaats Schwarzburg-Sondershausen (DDP). Im Kabinett Paulssen I und Kabinett Paulssen II war er als (nichtbeamteter) Staatsrat für Sondershausen vom 10/12. November 1920 bis zum 6. Oktober 1921 und vom 7. Mai 1929 bis zum 22. Januar 1930.
Von 1894 bis 1933 war Bielfeld Mitglied der Museumsgesellschaft Amstadt, davon 1930 bis 1933 als Vorsitzender. Von 1897 bis 1928 war er Vorstandsmitglied des Thüringer Städteverbandes. 1922 wurde er vom Thüringer Städteverband in die Thüringische Kommunalkammer beim Thüringischen Ministerium des Innern entsandt. Er wirkte als Vorsitzender des Kuratoriums der Karl-Günther-Stiftung in Sondershausen (1908, 1910, 1913, 1919). Er war Mitglied des Landeskirchentags der Evangelischen Kirche in Thüringen von 1927 bis 1933.

## Werke
- Geschichte des  Steuerwesens im Erzstifte Magdeburg. 1888. Dissertation Leipzig, Teilausgabe von:
  - Geschichte des magdeburgischen Steuerwesens von der Reformationszeit bis ins achtzehnte Jahrhundert nebst Aktenstücken und statistischen Aufstellungen. Verlag Duncker & Humblot, Leipzig 1888.
- Die Thüringer Frage. Denkschrift der Nationalliberalen Partei. 1918.
- Die Thüringische Verfassung. (Handausgabe 1920)
- Die Thüringischen Verfassungsgesetze. Verlag Panse, Weimar 1921.
- Stammbaum-Chronik der Familie Bielfeld. Verlag Gutenberg, Arnstadt 1930.

## Auszeichnungen
- Ehrenkreuz von Schwarzburg III. Klasse (7. August 1902)[2]
- Geh. Regierungsrat (21. August 1913)
- Rote Kreuz-Medaille (Preußen) III. Klasse (März 1914)[3]
- Ehrenkreuz von Schwarzburg II. Klasse mit dem Eichenbruch (31. Juli 1915)[4]